# Phylloscartes flavovirens
A Phylloscartes flavovirens a madarak (Aves) osztályának verébalakúak (Passeriformes) rendjébe és a királygébicsfélék (Tyrannidae) családjába tartozó faj.

## Rendszerezése
A fajt George Newbold Lawrence amerikai  üzletember és amatőr ornitológus írta le 1887-ben, a Leptopogon nembe Leptopogon flavovirens néven.

## Előfordulása
Panama területén honos. Természetes élőhelyei a  szubtrópusi vagy trópusi síkvidéki és hegyi esőerdők, valamint másodlagos erdők. Állandó, nem vonuló faj.

## Megjelenése
Testhossza 12 centiméter.

## Természetvédelmi helyzete
Az elterjedési területe kicsi, egyedszáma viszont stabil. A Természetvédelmi Világszövetség Vörös listáján nem fenyegetett fajként szerepel.